# 第16独立砲兵旅団 (ウクライナ国家親衛隊)
第16独立砲兵旅団（だい16どくりつほうへいりょだん、ウクライナ語: 16-та бригада Національної гвардії України）は、ウクライナ国家親衛隊の旅団。国家親衛隊司令部隷下。

## 概要

### ロシアのウクライナ侵攻
2022年3月18日、ロシアのウクライナ侵攻の影響に伴い、ウクライナ国家親衛隊初の砲兵旅団としてドニプロペトロウシク州で創設された。ウクライナ国産の2S22 ボグダナ自走榴弾砲が配備された。当初は北部作戦地域司令部隷下の第16旅団とだけ発表され、砲兵部隊かどうかは不明であった。

#### 東部・スヴァトヴェ-クレミンナ戦線
2024年8月、東部ルハーンシク州セヴェロドネツィク地区に配備され、クレミンナ方面に展開した。

## 編制
- 旅団司令部（ドニプロ）[1]
- 旅団砲兵群[1]
- 第1警備大隊[1]
- 第2警備大隊[1]